# Champions de France de natation en bassin de 50 m du 4 × 100 m 4 nages

## Messieurs

### 4 × 100 mètres 4 nages messieurs
| Championnat | Lieu                               | Club                              | Athlète                                                             | Naissance           | Âge         | Temps            |
| ----------- | ---------------------------------- | --------------------------------- | ------------------------------------------------------------------- | ------------------- | ----------- | ---------------- |
| 1953        | Dijon                              | Racing Club de France             |                                                                     |                     |             | 4 min 49 s 8     |
| 1954        | Paris Les tourelles                | Racing Club de France             |                                                                     |                     |             | 4 min 45 s 0     |
| 1955        | Bellerive-sur-Allier               | Cercle des nageurs de Marseille   | R. Christophe M. Lusien R. Pirolley A. Jany                         |                     |             | 4 min 37 s 8     |
| 1956        | Paris Georges Vallerey             | Cercle des nageurs de Marseille   | R. Christophe M. Lusien R. Pirolley A. Jany                         |                     |             | 4 min 33 s 6     |
| 1957        | Paris Georges Vallerey             | Cercle des nageurs de Marseille   | R. Christophe J. Malbrancq M. Lusien A. Jany                        |                     |             | 4 min 43 s 6     |
| 1958        | Paris Georges Vallerey             | Cercle des nageurs de Marseille   | R. Christophe J. Malbrancq M. Lusien A. Jany                        |                     |             | 4 min 39 s 3 RF  |
| 1959        | Alger                              | Cercle des nageurs de Marseille   | R. Christophe M. Lusien H. Vidil A. Jany                            |                     |             | 4 min 38 s 7 RF  |
| 1960        | Paris Georges Vallerey             | non disputé                       |                                                                     |                     |             |                  |
| 1961 hiver  | Paris Piscine de Pontoise (33,33m) | non disputé                       |                                                                     |                     |             |                  |
| 1961 été    | Paris Georges Vallerey             | Cercle des nageurs de Marseille   | R. Christophe R. Audoly M. Lusien J-P. Moine                        |                     |             | 4 min 28 s 3 RF  |
| 1962 hiver  | Nancy                              | non disputé                       |                                                                     |                     |             |                  |
| 1962 été    | Paris Georges Vallerey             | Cercle des nageurs de Marseille   | R. Christophe R. Audoly H. Vidil J-P. Moine                         |                     |             | 4 min 23 s 6 RF  |
| 1963 hiver  | Marseille Piscine Vallier (25 m)   | non disputé                       |                                                                     |                     |             |                  |
| 1963 été    | Paris Georges Vallerey             | Mulhouse Olympic Natation         |                                                                     |                     |             | 4 min 22 s 1 RF  |
| 1964 hiver  | Marseille Piscine Vallier (25 m)   | non disputé                       |                                                                     |                     |             |                  |
| 1964 été    | Paris Georges Vallerey             | Cercle des nageurs de Marseille   | R. Christophe R. Audoly H. Vidil F. Bentosela                       |                     |             | 4 min 21 s 4 RF  |
| 1965 hiver  | Marseille Piscine Vallier (25 m)   | non disputé                       |                                                                     |                     |             |                  |
| 1965 été    | Paris Georges Vallerey             | Cercle des nageurs de Marseille   | R. Christophe P. Audouard A. Mosconi F. Bentosela                   |                     |             | 4 min 21 s 6     |
| 1966 hiver  | Le Mans (25 m)                     | non disputé                       |                                                                     |                     |             |                  |
| 1966 été    | Paris Georges Vallerey             | Cercle des nageurs de Marseille   | C. Raffy P. Audouard A. Mosconi F. Bentosela                        |                     |             | 4 min 16 s 3 RF  |
| 1967 hiver  | Caen (25 m)                        | non disputé                       |                                                                     |                     |             |                  |
| 1967 été    | Paris Georges Vallerey             | Stade français                    |                                                                     |                     |             | 4 min 19 s 6     |
| 1968 hiver  | Montreuil                          | non disputé                       |                                                                     |                     |             |                  |
| 1968 été    | Paris Georges Vallerey             | Girondins de Bordeaux             |                                                                     |                     |             | 4 min 20 s 9     |
| 1969 hiver  | Toulouse                           | non disputé                       |                                                                     |                     |             |                  |
| 1969 été    | Paris Georges Vallerey             | Cercle des nageurs de Marseille   | M. Pedroletti B. Combet A. Mosconi P. Amardeilh                     |                     |             | 4 min 08 s 8 RF  |
| 1970 hiver  | Aix-en-Provence                    | non disputé                       |                                                                     |                     |             |                  |
| 1970 été    | Paris Georges Vallerey             | Cercle des nageurs de Marseille   | M. Pedroletti B. Combet A. Mosconi M. Terrasa                       |                     |             | 4 min 12 s 2 RF  |
| 1971 hiver  | Montreuil                          | non disputé                       |                                                                     |                     |             |                  |
| 1971 été    | Paris Georges Vallerey             | Cercle des nageurs de Marseille   | M. Pedroletti B. Combet A. Mosconi J-J. Moine                       |                     |             | 4 min 10 s 6 RF  |
| 1972 hiver  | Rouen (25 m)                       | non disputé                       |                                                                     |                     |             |                  |
| 1972 été    | Vittel                             | Cercle des nageurs de Marseille   | M. Pedroletti B. Combet A. Mosconi J-J. Moine                       |                     |             | 4 min 04 s 3 RF  |
| 1973 hiver  | Paris Georges Hermant              | non disputé                       |                                                                     |                     |             |                  |
| 1973 été    | Vittel                             | Cercle des nageurs de Marseille   | M. Pedroletti B. Combet M. Amardeilh J-J. Moine                     |                     |             | 4 min 05 s 81    |
| 1974 hiver  | Bordeaux                           | non disputé                       |                                                                     |                     |             |                  |
| 1974 été    | Paris Georges Vallerey             | Cercle des nageurs de Marseille   | M. Pedroletti B. Combet M. Amardeilh J-J. Moine                     |                     |             | 4 min 08 s 93    |
| 1975 hiver  | Troyes                             | non disputé                       |                                                                     |                     |             |                  |
| 1975 été    | Paris Georges Vallerey             | Cercle des nageurs de Marseille   | P. Monzat B. Combet M. Amardeilh P. Amardeilh                       |                     |             | 4 min 05 s 18    |
| 1976 hiver  | Tarbes                             | non disputé                       |                                                                     |                     |             |                  |
| 1976 été    | Paris Georges Vallerey             | Cercle des nageurs de Marseille   | T. Chanoine B. Combet M. Amardeilh J-P. Rosolacci                   |                     |             | 4 min 05 s 49    |
| 1977 hiver  | Rennes                             | non disputé                       |                                                                     |                     |             |                  |
| 1977 été    | Paris Georges Vallerey             | Cercle des nageurs d'Antibes      |                                                                     |                     |             | 4 min 04 s 09 RF |
| 1978 hiver  | Lille                              | non disputé                       |                                                                     |                     |             |                  |
| 1978 été    | Laval                              | Cercle des nageurs d'Antibes      |                                                                     |                     |             | 4 min 02 s 23 RF |
| 1979 hiver  | Nanterre                           | non disputé                       |                                                                     |                     |             |                  |
| 1979 été    | Mulhouse                           | Racing Club de France             |                                                                     |                     |             | 4 min 02 s 46    |
| 1980 hiver  | Bordeaux                           | non disputé                       |                                                                     |                     |             |                  |
| 1980 été    | Brive-la-Gaillarde                 | Cercle des nageurs de Marseille   | F. Delcourt P. Deleaval P. Gonzalez M. Lazzaro                      |                     |             | 4 min 00 s 97 RF |
| 1981 hiver  | La Rochelle                        | non disputé                       |                                                                     |                     |             |                  |
| 1981 été    | Dunkerque                          | Cercle des nageurs de Marseille   | F. Delcourt D. Filippi E. Meyer D. Petit                            |                     |             | 3 min 58 s 09 RF |
| 1982 hiver  | Toulouse                           | Cercle des nageurs de Marseille   | F. Delcourt D. Filippi P. Gonzalez Y. Meslier                       |                     |             | 3 min 59 s 31    |
| 1982 été    | Megève                             | Cercle des nageurs de Marseille   | F. Delcourt D. Filippi P. Gonzalez Y. Meslier                       |                     |             | 4 min 02 s 50    |
| 1983 hiver  | Tours                              | Stade français Olympic Courbevoie |                                                                     |                     |             | 4 min 00 s 68    |
| 1983 été    | Bordeaux                           | Stade français Olympic Courbevoie |                                                                     |                     |             | 3 min 58 s 21    |
| 1984 hiver  | Strasbourg                         | Dauphins du TOEC                  |                                                                     |                     |             | 3 min 58 s 52    |
| 1984 été    | Paris Georges Vallerey             | Dauphins du TOEC                  |                                                                     |                     |             | 3 min 58 s 72    |
| 1985 hiver  | Aix-en-Provence                    | Mulhouse Olympic Natation         |                                                                     |                     |             | 3 min 56 s 03 RF |
| 1985 été    | Dunkerque                          | Dauphins du TOEC                  |                                                                     |                     |             | 3 min 56 s 19    |
| 1986 hiver  | Rennes                             | Dauphins du TOEC                  |                                                                     |                     |             | 3 min 53 s 66 RF |
| 1986 été    | Millau                             | Dauphins du TOEC                  |                                                                     |                     |             | 3 min 55 s 72    |
| 1987 hiver  | Mulhouse                           | Dauphins du TOEC                  |                                                                     |                     |             | 3 min 53 s 68    |
| 1987 été    | Strasbourg                         | Racing Club de France             |                                                                     |                     |             | 3 min 51 s 07 RF |
| 1988 hiver  | Vittel                             | Natation 66                       |                                                                     |                     |             | 3 min 51 s 62    |
| 1988 été    | Dunkerque                          | Racing Club de France             |                                                                     |                     |             | 3 min 48 s 48 RF |
| 1989 hiver  | Forbach                            | Dauphins du TOEC                  |                                                                     |                     |             | 3 min 48 s 91    |
| 1989 été    | Paris Georges Vallerey             | Dauphins du TOEC                  |                                                                     |                     |             | 3 min 47 s 47 RF |
| 1990 hiver  | La Rochelle                        | Dauphins du TOEC                  |                                                                     |                     |             | 3 min 52 s 65    |
| 1990 été    | Narbonne                           | Racing Club de France             |                                                                     |                     |             | 3 min 50 s 24    |
| 1991 hiver  | Saint-Étienne                      | Racing Club de France             |                                                                     |                     |             | 3 min 50 s 27    |
| 1991 été    | Millau                             | Racing Club de France             |                                                                     |                     |             | 3 min 51 s 18    |
| 1992 hiver  | Dunkerque                          | Racing Club de France             |                                                                     |                     |             | 3 min 49 s 00    |
| 1992 été    | Mennecy                            | Racing Club de France             |                                                                     |                     |             | 3 min 50 s 54    |
| 1993 hiver  | Mennecy                            | Dauphins du TOEC                  |                                                                     |                     |             | 3 min 47 s 61    |
| 1993 été    | Paris Georges Vallerey             | Racing Club de France             |                                                                     |                     |             | 3 min 51 s 72    |
| 1994 hiver  | Lille                              | Racing Club de France             |                                                                     |                     |             | 3 min 45 s 98 RF |
| 1994 été    | Aix-les-Bains                      | Racing Club de France             |                                                                     |                     |             | 3 min 48 s 56    |
| 1995 hiver  | Mennecy                            | Racing Club de France             |                                                                     |                     |             | 3 min 49 s 88    |
| 1995 été    | Canet-en-Roussillon                | Racing Club de France             |                                                                     |                     |             | 3 min 50 s 53    |
| 1996 hiver  | Dunkerque                          | Racing Club de France             |                                                                     |                     |             | 3 min 46 s 27    |
| 1996 été    | Montpellier                        | Cercle des nageurs d'Antibes      |                                                                     |                     |             | 3 min 52 s 73    |
| 1997        | Mennecy                            | Cercle des nageurs d'Antibes      |                                                                     |                     |             | 3 min 47 s 76    |
| 1998        | Amiens                             | Cercle des nageurs d'Antibes      |                                                                     |                     |             | 3 min 45 s 95    |
| 1999        | Dunkerque                          | Cercle des nageurs d'Antibes      |                                                                     |                     |             | 3 min 47 s 39    |
| 2000        | Rennes                             | Cercle des nageurs d'Antibes      |                                                                     |                     |             | 3 min 43 s 96 RF |
| 2001        | Chamalières                        | Cercle des nageurs d'Antibes      |                                                                     |                     |             | 3 min 44 s 65    |
| 2002        | Chalon-sur-Saône                   | Cercle des nageurs d'Antibes      | Romain Barnier Jarno Pihlava Franck Esposito Frédérick Bousquet     | 1976 1979 1971 1981 | 26 23 31 21 | 3 min 41 s 28    |
| 2003        | Saint-Étienne                      | Cercle des nageurs d'Antibes      | Romain Barnier Jarno Pihlava Franck Esposito Germain Cayette        | 1976 1979 1971 1983 | 27 24 32 20 | 3 min 42 s 22    |
| 2004        | Dunkerque                          | Royaume-Uni (open)                | Gregor Tait James Gibson James Hickman Matt Kidd                    | 1979 1980 1976 1979 | 25 24 28 25 | 3 min 38 s 74    |
| 2004        | Dunkerque                          | CS Clichy 92                      | Sylvain Cros Stéphan Perrot Frédérick Bousquet Julien Sicot         | 1980 1977 1981 1978 | 24 27 23 26 | 3 min 44 s 86    |
| 2005        | Nancy                              | CS Clichy 92                      | Sylvain Cros Stéphan Perrot Frédérick Bousquet Julien Sicot         | 1980 1977 1981 1978 | 25 28 24 27 | 3 min 45 s 23    |
| 2006        | Tours                              | CS Clichy 92                      | Matthew Clay James Gibson David Leith David Maitre                  | 1982 1980           | 24 26       | 3 min 44 s 13    |
| 2007        | Saint-Raphaël                      | Cercle des nageurs de Marseille   | Jonathan Massacand James Gibson Frédérick Bousquet Fabien Gilot     | 1984 1980 1981 1984 | 23 27 26 23 | 3 min 39 s 78    |
| 2008        | Dunkerque                          | Cercle des nageurs d'Antibes      | Joris Hustache Kevin Dillmann Christophe Lebon Alain Bernard        | 1988 1989 1982 1983 | 20 19 26 25 | 3 min 40 s 62 RF |
| 2009        | Montpellier                        | Cercle des nageurs de Marseille   | Camille Lacourt Maxime Bussière William Meynard Fabien Gilot        | 1985 1987 1984      | 24 22 25    | 3 min 34 s 63 RF |
| 2010        | Saint-Raphaël                      | Lagardère Paris Racing            | Benjamin Stasiulis Kristopher Gilchrist Pierre Roger Amaury Leveaux | 1986 1983 1985      | 24 27 25    | 3 min 40 s 09    |